# Afrodizija
Afrodizija (grčki:  Ἀφροδισιάς) je starogrčki grad u povijesnoj pokrajini Kariji, u dolini gornjeg toka rijeke Morsynus u današnjoj zapadnoj Turskoj, oko 100 km istočno od Egejskog mora. Afrodizija je dobila ime po Afroditi, starogrčkoj božici ljubavi, koja je u ovom mjestu imala kultni prikaz, „Afroditu Afrodizijačku”. Arheološki lokalitet starog grada, kao i kamenolom mramora sjeveroistočno od grada, upisani su 2017. godine na UNESCO-ov popis mjesta svjetske baštine u Europi zbog brojnih sačuvanih i jedinstvenih kamenih spomenika.

## Povijest
Prema bizantskoj enciklopediji, Sudi (10. st.), Afrodizija je prije 3. stoljeća pr. Kr. bila poznata kao Lelégōn Pólis (Λελέγων πόλις, tj. „Grad Lelega”), Megálē Pólis (Μεγάλη Πόλις, „Veliki grad”), i Ninóē (Νινόη), prema asirskom vladaru koji je navodno osnovao grad, Ninu, a koji je osnovao i grad Ninivu u Asiriji. U 2. stoljeću pr. Kr. grad se obogatio zahvaljujući kamenolima bijelog i plavosivog mramora i velikom umjetničkom produkcijom domaćih kipara. Kada su Rimljani osvojili Kariju, oko 39. ili 40. pr. Kr., Afrodizija je dobila posebne povlastice rimske provincijske uprave (imunitet od rimskih poreza i pravo na azil), jer su građani tijekom rimskog građanskog rata zadržali dobre odnose s rimskom vlasti.
Afrodizijski kipari su svoje skulpture izvozili širom Rimskog Carstva, pa su brojne figure od afridizijskog marmora pronađene posvuda, pa čak i u gradu Pax Julia u Luzitaniji, današnja Beja u Portugalu.
U Afrodiziji je koncem 2. stoljeću rođen Aleksandar Afrodizijski, slavni naučavatelj peripatetičke filozofije i komentator Aristotelova djela.
Afrodizija je bila dominantno kršćanska još od 4. stoljeća, što je dovelo do osude kulta Afrodite i pretvaranja Afroditina hrama u crkvu. Bizantska vlast je oko 640. godine grad preimenovala u Stauroúpolis (Σταυρούπολις, „Grad križa”). Grad je do 6. stoljeća imao oko 20 biskupa, a u 7. stoljeću 28 sufraganskih biskupa koji su pripali Miletskoj nadbiskupiji. Navodi se kako je Izaija iz Stauropolisa pohodio Firentinski koncil 1439. godine, ali je pobjegao prije potpisivanja dogovorenog sporazuma.
Grad su potresli teški zemljotresi u 7. i 13. stoljeću, što je dovelo do propasti grada. Od 15. stoljeća ponovno je ponovno naseljena, ali u obližnjem selu Geyre.
Prva iskopavanja od 1904. – 1905. izvedena su u organizaciji francuskog željezničkog inženjera Pavaa Gaudina. Od 1962. godine preuzela je ekipa sa Sveučilišta u New Yorku, koju je u početku vodio Kenan Erim, a sada pod R.R.R. Smith (Sveučilište u Oxfordu). Oni su otkrili da je opsežnu izgradnju grada poduzeoGaj Julije Zoil, lokalni Grk koji je bio rob Gaja Julija Cezara, a kojega je oslobodio car August.

## Znamenitosti
Brojne i dobro očuvane ruševine Afrodizije čine jedan od najvažnijih arheoloških nalazišta u istočnom Mediteranu iz grčko-rimskog doba.
Ostaci Afroditinog hrama iz 1. stoljeća pr. Kr. su još uvijek vidljivi. Za vladavina careva Augusta i Hadrijana, hram je dodatno proširen i preuređen. U 5. stoljeću je pretvoren u crkvu. U blizini Afrodizije su tetrapilon, odeon i biskupska palača, agora, kazalište, stadion, Hadrijanove terme i Sebasteion (gdje se štovao carski kult).
Mjesni muzej sadrži bogatu zbirku antičkih kipova iz grada. Posebno su zanimljivi reljefi sebasteiona, Afroditinog hrama i konjanički kip Troila (Prijamova sina) koji je izvorno stajao ispred bazilike.
- Kultna Afrodita Afrodizijačka
- Sebasteion
- Reljefi Sebasteiona
- Friz Tiberijeva portika
- Konjanički kip Troila

## Vanjske poveznice
- Službene stranice mjesta  Arhivirana inačica izvorne stranice od 22. prosinca 2016. (Wayback Machine) (engl.)
- Iskapanja Afrodizije (NYU) (engl.)